# Súna Krossteig Hansen
Súna Krossteig Hansen (født 29. marts 2000 i Tórshavn, Færøerne) er en kvindelig færøsk håndboldspiller der spiller for den danske klub Skanderborg Håndbold i Damehåndboldligaen og Færøernes kvindehåndboldlandshold.
I sommeren 2024 skiftede hun til den danske ligaklub Ajax København, med hvem hun spillede for i to sæsoner. Herefter skrev hun en 1-årig kontrakt med endnu en ligaklub, denne gang Skanderborg Håndbold, hvor hun tiltrådte fra sommeren 2024.
Hansen var desuden med til at kvalificere Færøernes kvindelandshold til dets første EM-slutrunde nogensinde ved EM i Schweiz, Ungarn og Østrig.